# Parque botánico Vander Veer
El Parque botánico Vander Veer ( en inglés : Vander Veer Botanical Park), es un jardín botánico de 0.13 km² (33 acres) de extensión, que se encuentra en el "Vander Veer Park Historic District" de Davenport, Iowa.
Está considerado como uno de los primeros parques botánicos al oeste del río Misisipi. 
El parque está incluido en el listado del "Davenport Register of Historic Properties" con fecha de 4 de agosto de 1993.

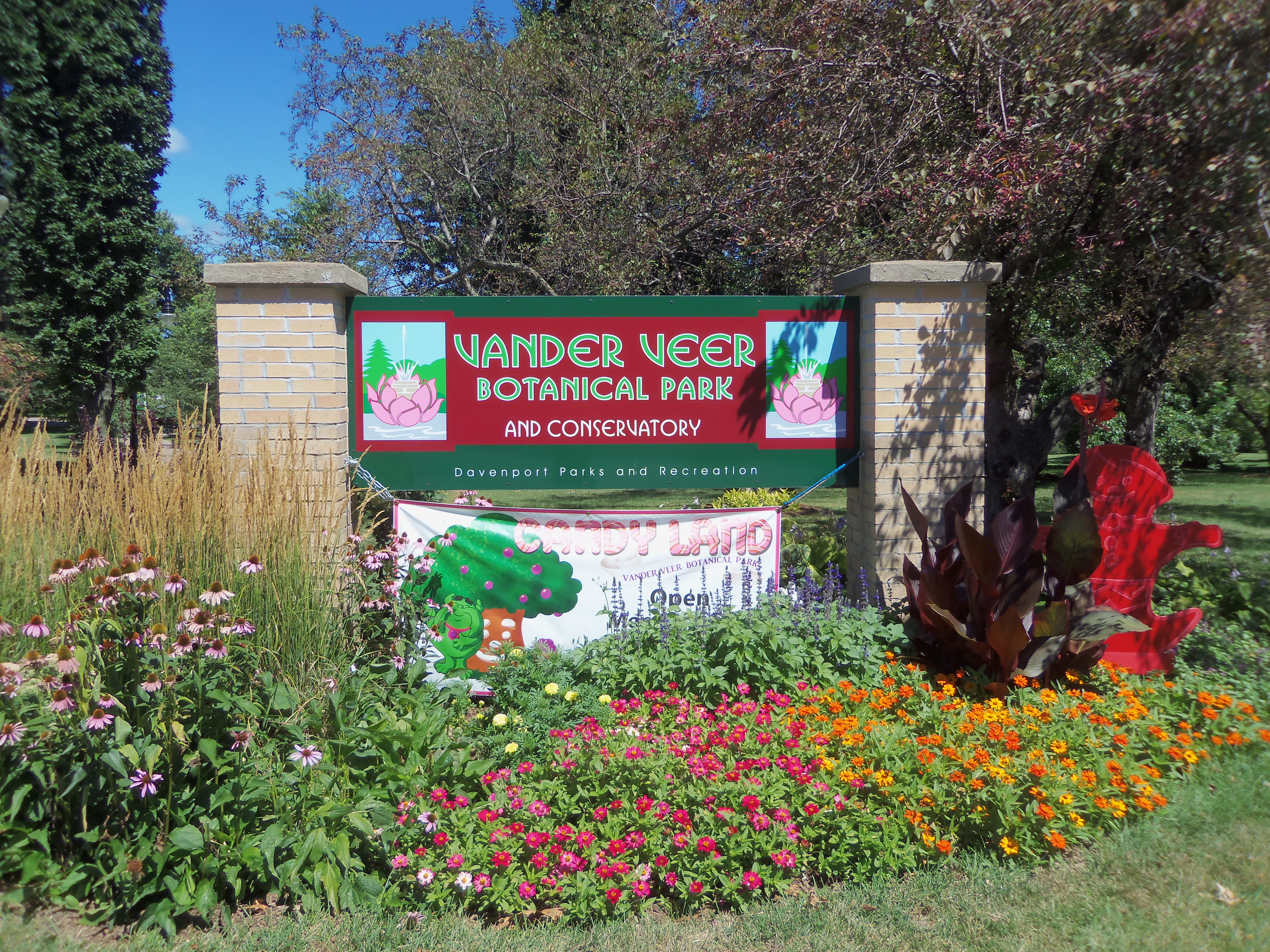
Cartel de la entrada del Vander Veer Botanical Park.

## Localización
Vander Veer Botanical Park, 214 W. Central Park Avenue Davenport, Scott county, Iowa IA 52803 United States of America-Estados Unidos de América.
Planos y vistas satelitales.41°32′37.68″N 90°34′30.72″O / 41.5438000, -90.5752000
El parque está abierto sin tarifa de entrada todos los días del año.

## Historia
El "Vander Veer Park" fue creado en 1885. La ciudad de Davenport adquirió los terrenos por $13,000 ($336267 equivalencia en dólares del año 2012)
El parque fue construido en terrenos del "Scott County Fairgrounds" y modelado según el Central Park de New York City. En sus inicios Vander Veer era denominado como Central Park.
En 1912 el parque fue renombrado en honor del primer secretario del "Davenport Park Board of Commissioners", A.W. Vander Veer.
Después de la Primera Guerra Mundial se añadieron un invernadero, pabellón de música, y fuentes decorativas.
El centro botánico está administrado y dirigido actualmente por la entidad "Davenport Parks and Recreation".

## Colecciones
Actualmente el Centro Botánico incluye :
- The Grand Allee (La Gran Alameda), una avenida flanqueada de árboles y jardines conduce a la conocida fuente de piedra: una fuente de danza, ondulando el agua y con cambio de luces. Vander Veer es un lugar popular para practicar caminatas, tanto en la Grand Allee como en el perímetro exterior. La senda del perímetro exterior está ocupada día y noche ofreciendo una vuelta de 0,9 millas para los entusiastas del ejercicio.
- The Conservatory (El Invernadero), es famoso por sus 100 años de tradición de proporcionar jardines bajo cristal. Una de sus características es la rotación en la exhibición anual de las plantas e incluyen:

- Primavera, Azaleas y bulbos de flor, lirios, margaritas y fuchsia

- Verano, plantas tropicales y el verdor de las hojas

- Otoño, profusión de color y se incluye el "Chrysanthemum Festival"

- Invierno, exhibición del "Poinsettia Lights Display"

- The Municipal Rose Garden (La rosaleda municipal), creada en 1948, en un jardín del All-America Rose Selections (AARS) con unas 1800 rosas representando aproximadamente a 145 variedades.
- The Hosta Glade, creado en 1998, es un jardín de exhibición de hostas del "American Hosta Society Official National Display Garden".
- The Old World Gardens and Fountain, de 1900, es una serie de lechos de cultivo formando dibujos con las flores del estilo popular en muchos países europeos, incluyendo la Alemania del siglo XIX que están representados en la fuente. La fuente de piedra es la segunda fuente construida en el parque. La primera fue una fuente de hierro victoriana que fue retirada más tarde. La fuente de piedra se remonta a la década de 1930 y ha sido renovado en los últimos años.
- The Children's Sculpture Garden, creado en 1999, Es un paraje tranquilo y lleno de colorido con los personajes Amber, Adam, y Cole: "Grammy's Flower Children" por Ted McElhiney.
- All-America Selections Annual and Vegetable Display Garden - la organización sin ánimo de lucro All-America Selections® prueba en cultivo nuevas variedades e introduce aquellas con unas evidentes mejoras como ganadoras del AAS. Aquí se encuentra una escultura gigante de una "mantis religiosa" obra donada por Dick Southwick.
- Plant Zoo es un jardín que deleita a sus visitantes con un zoológico lleno de topiaria y de plantas con nombres de animales. Otras colecciones son los jardines de exhibición que incluyen los jardines de sombra, la bordura de Hemerocallis y los lechos de cultivo de Enseñanza de la Grand Allée.
- The Lagoon and Playground - El parque infantil y la laguna son los lugares preferidos de verano. La laguna está abastecida por el Departamento de Recursos Naturales de Iowa, con la pesca de captura y liberación de la presa. Las máquinas expendedoras ofrecen el maíz para los visitantes del parque a dar de comer a los patos
- Enabling Garden (Jardín de Habilitación)- Es un jardín accesible y cuenta con plantaciones que estimulan todos los sentidos, e incluye lechos de siembra y contenedores planteados para ser accesibles. Este jardín accesible puede ser utilizado por personas de cualquier edad o habilidad e incluye elementos del jardín que apelan a los cinco sentidos. Los jardines están diseñados para mejorar y mantener la salud física, mental y social de todos.

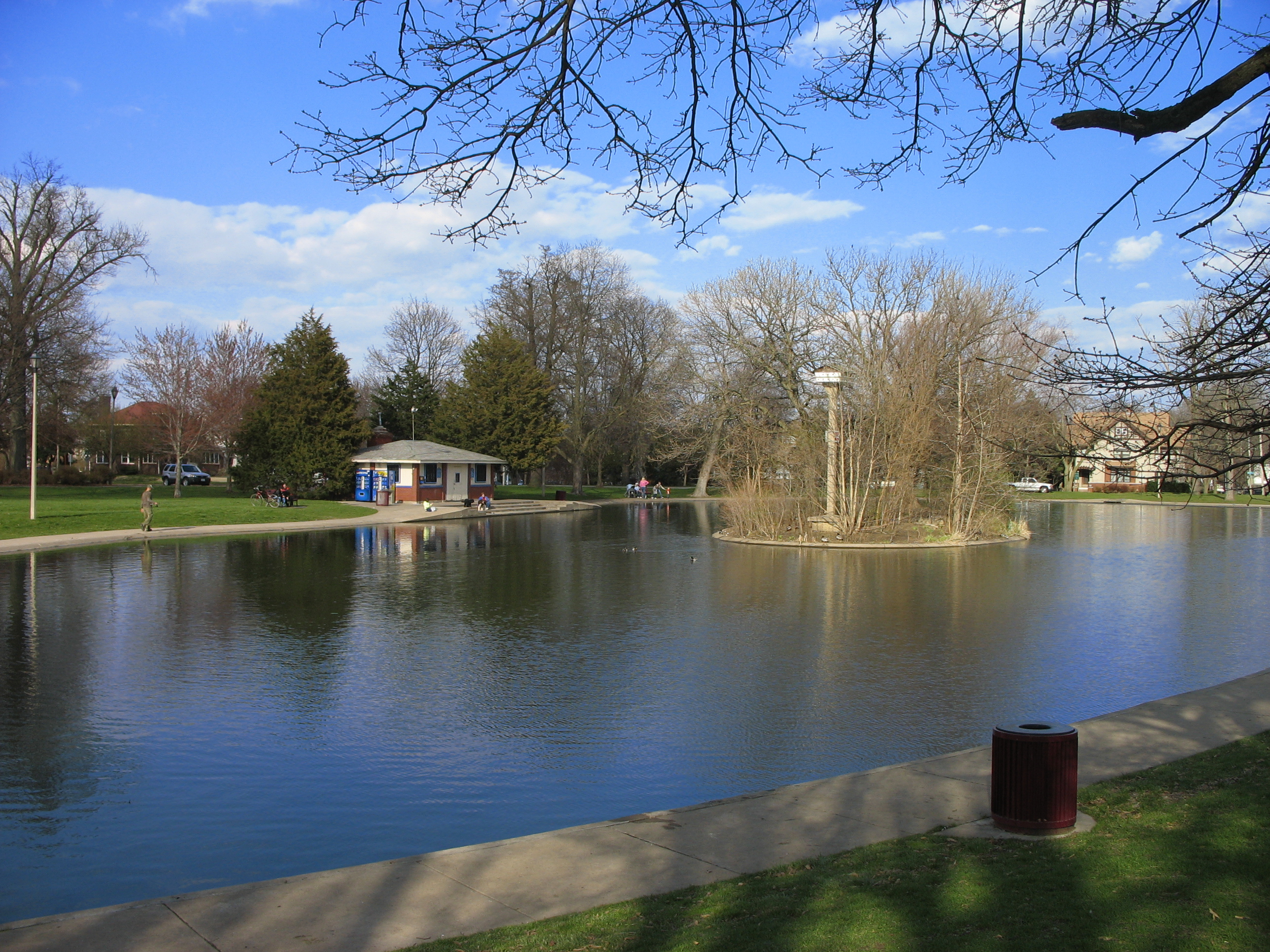
Laguna.
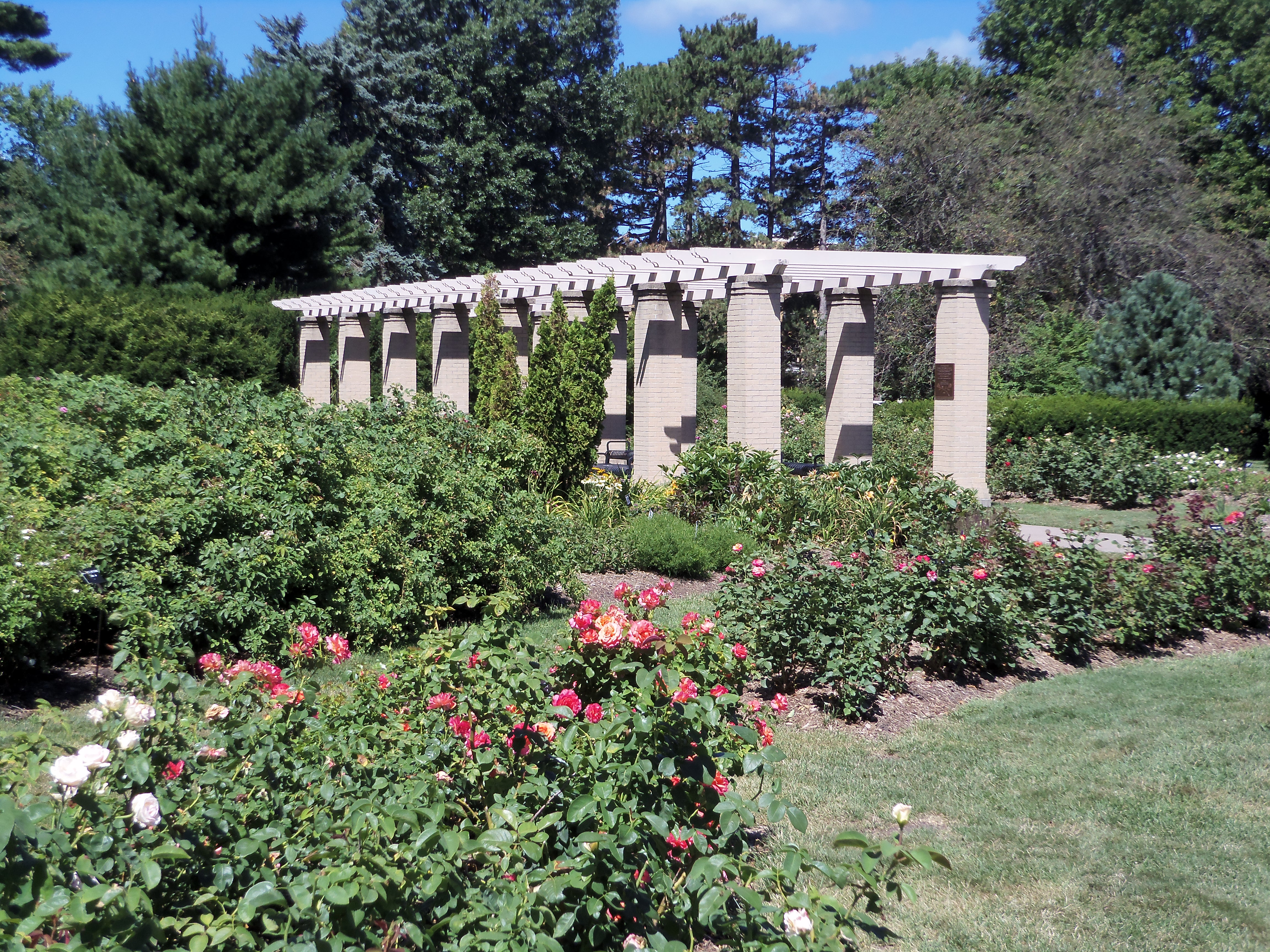
Rosaleda.
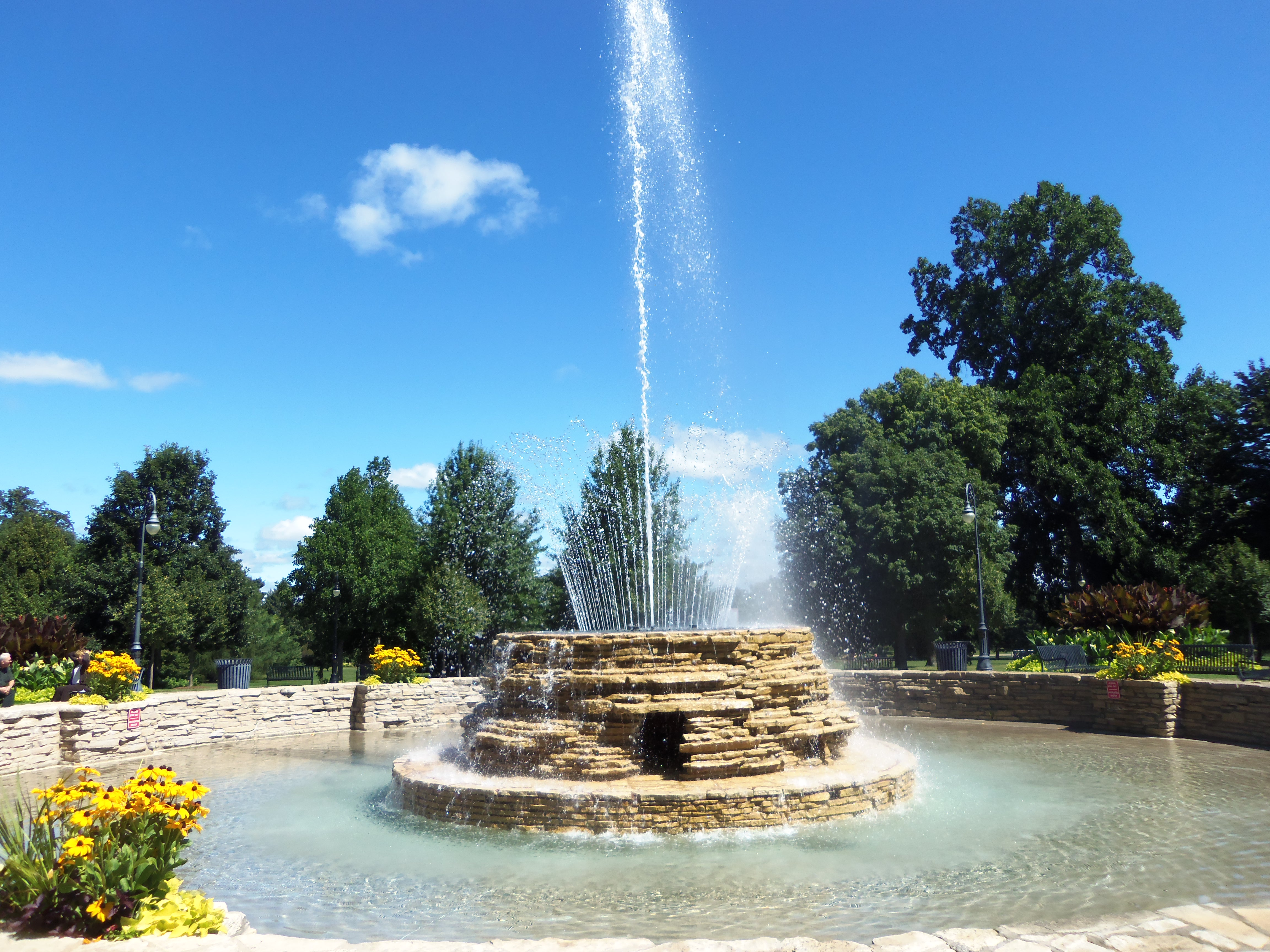
Fuente.
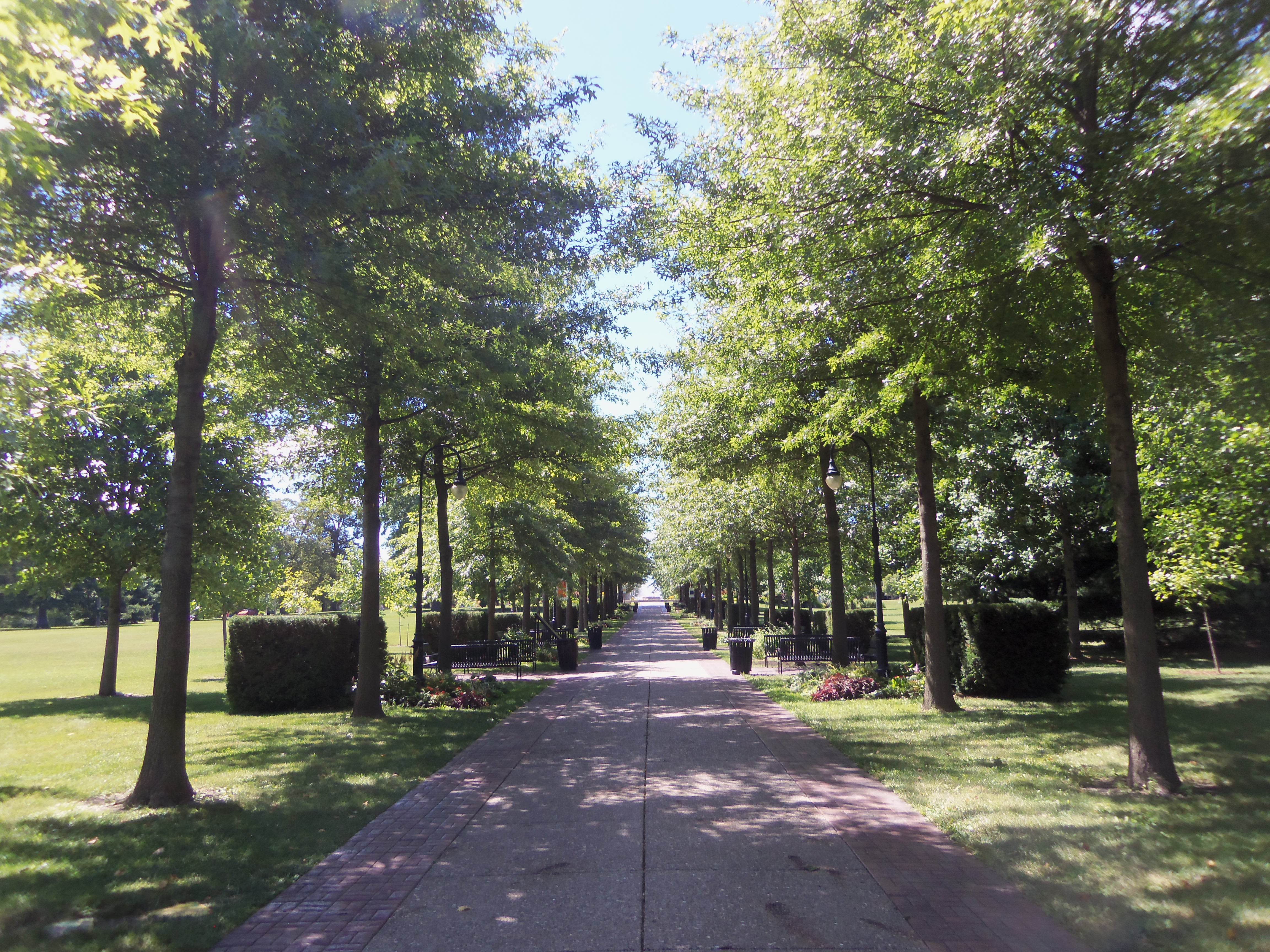
Grand Allee.